# Schizaphis hypersiphonata
Schizaphis hypersiphonata är en insektsart som beskrevs av Basu, A.N. 1970. Schizaphis hypersiphonata ingår i släktet Schizaphis och familjen långrörsbladlöss. Inga underarter finns listade i Catalogue of Life.